# Федерация футбола Бутана

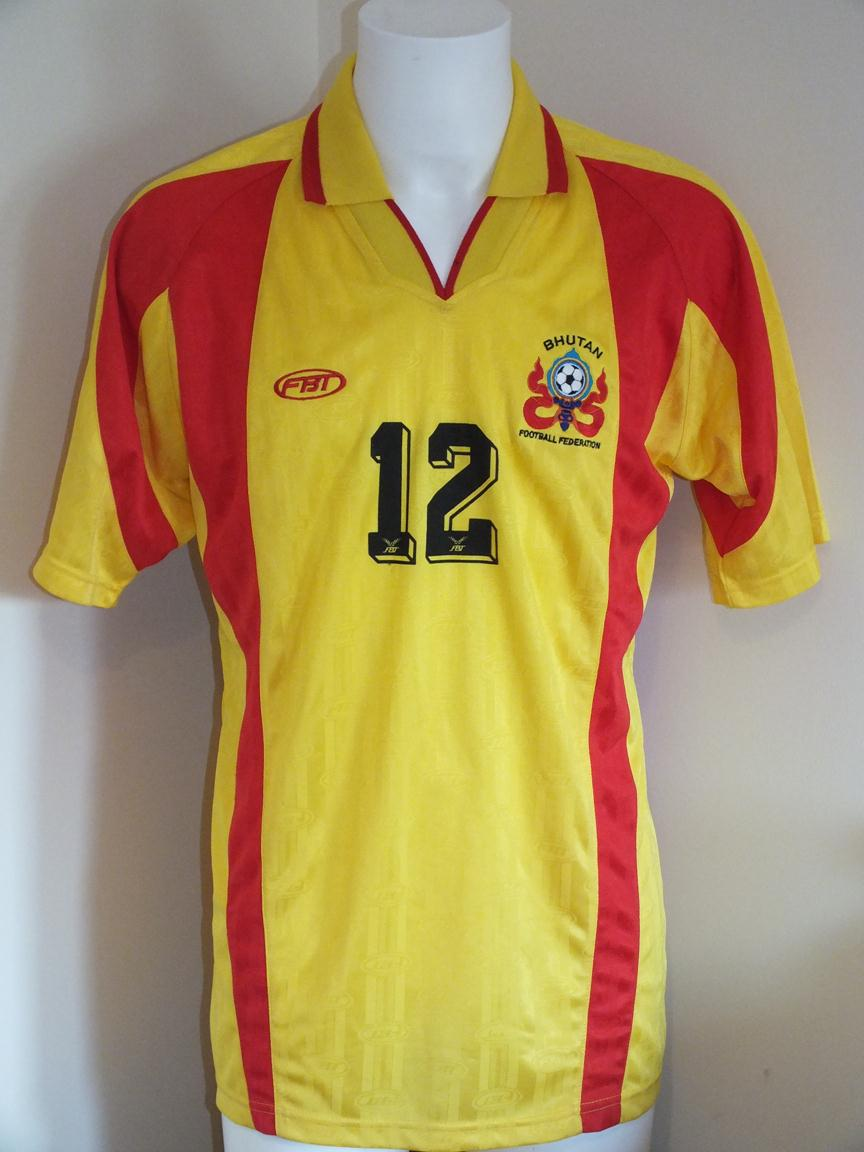
Официальная домашняя футболка Бутана, которую носили во время матча «Другой финал» против Монтсеррата в 2002 году.

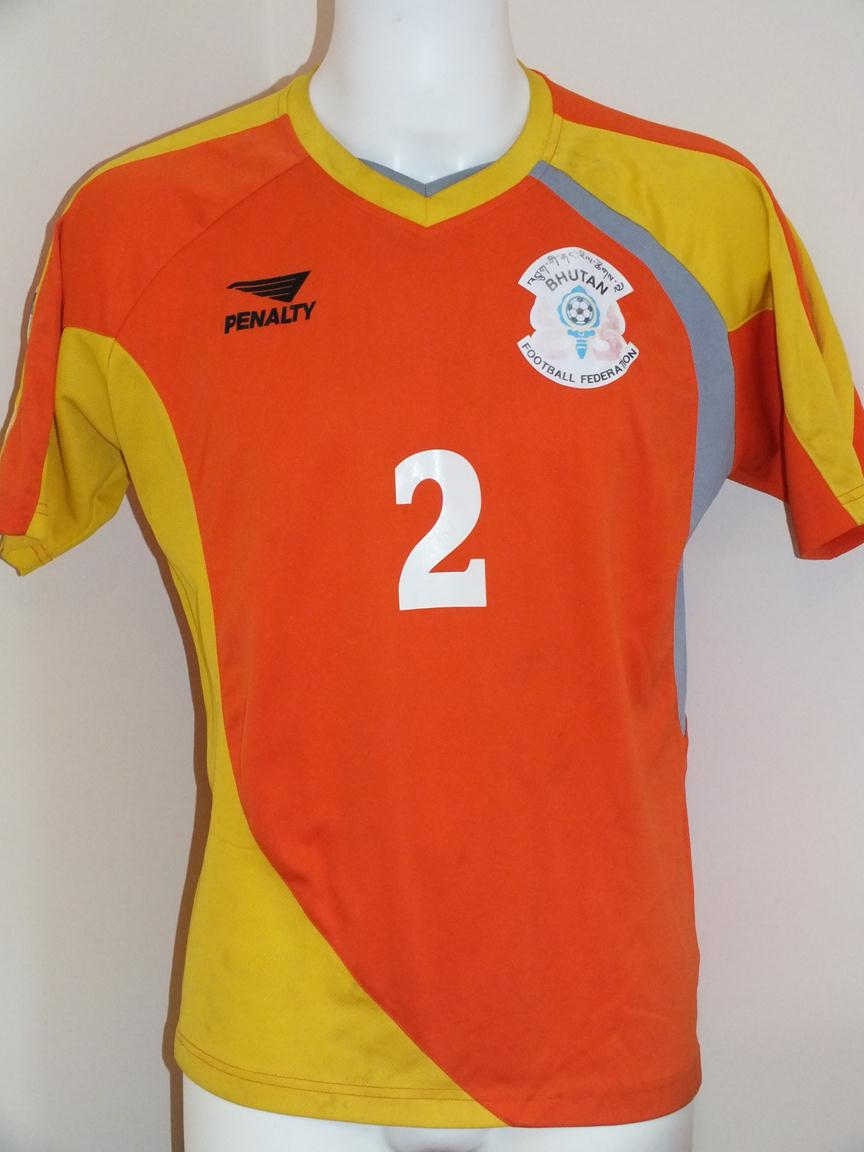
Официальная домашняя футболка 2010 года

Федерация футбола Бутана — организация, осуществляющая контроль и управление футболом в Бутане.
Федерация была основана в 1983 году, с 1993 года является членом Азиатской конфедерации футбола, а с 2000 года — ФИФА.
С 1986 года федерация проводит чемпионат Бутана по футболу и розыгрыш национального кубка.

## Регламент
Футбольный союз Бутана насчитывает 3 лиги:
- А-Дивизион (8 команд);
- B-Дивизион (8 команд);
- C-Дивизион (12 команд).

Команды, занявшие два последних места в А-Дивизионе, разыгрывают групповой турнир с командами, занявшими два первых места в В-Дивизионе. Две команды, набравшие в этих поединках наибольшее количество очков, участвуют в высшем дивизионе страны в следующем сезоне.